# Saint-Julien-du-Sault (tổng)
Tổng Saint-Julien-của -Sault là một tổng của Pháp, tọa lạc tại tỉnh Yonne thuộc vùng Bourgogne, Pháp.

## Phân chia hành chính
Tổng Saint-Julien-của -Sault được chia thành 9 xã:
- La Celle-Saint-Cyr;
- Cudot;
- Précy-sur-Vrin;
- Saint-Julien-của -Sault;
- Saint-Loup-d'Ordon;
- Saint-Martin-d'Ordon;
- Saint-Romain-le-Preux;
- Sépeaux;
- Verlin.